# Wolseley n.º 155
Wolseley n.º 155 es un municipio rural canadiense situado en la provincia de Saskatchewan.

## Superficie
Wolseley n.º 155 tiene una superficie de 758,46 km².

## Demografía
En 2021, tenía 366 habitantes, una densidad poblacional de 0,5 hab./km², y 166 viviendas.